# Girls (seriál)
Girls je americký komediálně-dramatický televizní seriál vytvořený Lenou Dunham. Premiéru na televizní stanici HBO měl 15. dubna 2012. Seriál pojednává o skupině blízkých přátel žijících v New Yorku. Hlavní motivy seriálu vycházejí z vlastních zkušeností jeho tvůrkyně a hlavní herečky Leny Dunham. 25. ledna 2013 byla seriálu potvrzena 3. řada, která měla 12 epizod. Vysílání páté řady bylo zahájeno 21. února 2016. HBO objednala také šestou a poslední řadu, která byla odvysílána v roce 2017.

## Děj
Začínající spisovatelka Hannah dostala od svých rodičů pro ni šokující zprávu, když jí oznámili, že ji již dále nebudou finančně podporovat. Hannah před dvěma lety zakončila své studium na škole Oberlin College a nyní absolvuje neplacenou stáž v místním týdeníku. Společně se svými přáteli (herci Allison Williams, Jemima Kirke, Zosia Mamet, Adam Driver a Alex Karpovsky) zažívá „jednu chybu za druhou“.

## Produkce
Film s názvem Tiny Furniture, ke kterému Lena Dunham napsala scénář, režírovala a také v něm i hrála, získal pozitivní reakce kritiků a několik ocenění, jako je Nejlepší příběh z festivalu South by Southwest a Nejlepší scénář na cenách Independent Spirit Awards. Úspěch tohoto nezávislého filmu jí přinesl možnost spolupracovat s Juddem Appatow na pilotním díle pro americkou televizní stanici HBO. Appatow řekl, že byl veden Leninou představivostí a dodal, že Girls bude pro muže představovat náhled do „ženské mysli“.
Některé z překážek, kterým čelí hlavní postava Hanny – odříznutí přísunu peněz od rodičů, problémy začínající spisovatelky a dělání špatných rozhodnutí – byly inspirovány reálným životem Leny Dunham. Unikátní a rozmanitý vzhled seriálu je docílen k dokonalosti díky nakupování v hned několika klasických buticích v New Yorku, jako jsou Brooklyn Flea a Geminola, které vlastní matka herečky Jenimy Kirke.
V rozhovoru Dunham prozradila, že seriál Girls vyobrazuje tu část populace, která nedostala prostor v seriálu Sex ve městě z roku 1998. „Gossip Girl (americký seriál) byl o teenagerech, kteří si to rozdávali na Upper East Side a Sex ve městě byl o ženách, které řešily práci a přátele a začínali žít rodinný život. Mezi tím zůstala ohromná spousta místa, které je potřeba vyplnit“, řekla. Pilotní díl seriálu záměrně připomíná Sex ve městě, producenti tak chtěli jasně ukázat, že postavy seriálu Girls byly inspirovány tímto seriálem a přestěhovaly se do New Yorku, aby si splnily své sny. Dunham dokonce řekla: „uctívám onen seriál stejně jako každá dívka mé generace“.
Jako výkonné producentky jsou Dunham a Jennifer Konner obě hybnou silou seriálu a Dunham navíc psala scénář k seriálu. Judd Apatow byl také vedoucím producentem seriálu a vede produkční společnost Apatow Productions. Dunham napsala nebo spolunapsala scénář pro všech prvních deset epizod a 5 z nich také zrežírovala. První sezóna se natáčela od dubna do srpna 2011 a celkem obsahuje 10 epizod.
Druhá řada měla premiéru 13. ledna 2013 a čítá stejně jako řada první 10 epizod.

## Obsazení

### Hlavní postavy
- Lena Dunham jako Hannah Horvath: začínající 25letá spisovatelka, jejíž rodiče ji již finančně nadále nepodporují. Neúmyslně opouští neplacenou stáž, kde jí odmítají zaplatit.
- Allison Williams jako Marnie Michaels: nejlepší Hannina kamarádka a na začátku první sezóny také její spolubydlící. Společně s Jessou, Charliem a Elijahem chodila Marnie do stejné třídy na škole Oberlin College. Pracuje jako asistentka v umělecké galerii. Během první sezóny bojuje s myšlenkou, zda ukončit dlouholetý vztah s Charliem.
- Jemima Kirke jako Jessa Johansson: bohémská, nepředvídatelná cestovatelka, která se právě navrátila do New Yorku, kde se nastěhuje ke své sestřenici Shoshanně. V pilotním díle se dozvídáme, že je Jessa těhotná a plánuje podstoupit potrat. V den, kdy se chystá podstoupit zákrok dostává menstruaci. Posléze získá práci jako chůva dvou dívek, ale vše končí jejím vyhazovem.
- Zosia Mamet jako Shoshanna Shapiro: Jessina nevinná a sladká sestřenice, která studuje na New York University. Shoshanna je oddanou fanynkou seriálu Sex ve městě. Jejím největším tajemstvím je, že je stále panna.
- Adam Driver jako Adam Sackler: Hannin milenec, který pracuje částečně jako tesař a herec. Nejčastěji bývá viděn ve svém bytě, ve kterém s Hannou provozují pohlavní styk, jejich vztah se po dobu první řady prohlubuje. Adam je stejně jako Hannah, co se týče pocitů, velmi uzavřený. V posledním díle první řady nabízí Hanně společné bydlení, ovšem poté, co Hanně vyzná lásku a ona mu neodpoví stejnou mincí, se s ním Hanna rozchází.[11]
- Alex Karpovsky jako Ray Ploshansky (od druhé řady hlavní postava)[12]: Charlieho přítel. Vede kavárnu, kde později zaměstná Hannu. Ray je velmi ochranitelský vůči Charliemu, dokonce odmítá pomoci Marnie získat Charlieho zpátky. Když Shoshanna omylem vykouří crack na jednom divokém večírku, stará se o ni a objevuje pocity, které k ní cítí. Na konci první řady, po Jessině svatbě, přichází Shoshanna s Rayem o panenství. Na začátku druhé řady spolu oba milenci začínají vztah, ve kterém se Ray cítí nejistě. A to především kvůli vysokému věkovému rozdílu (Rayovi je o 12 let více než Shoshanně) a také kvůli tomu, že Ray je prakticky bezdomovec, když zrovna nepřespává u Shoshanny.

### Vedlejší postavy
- Christopher Abbott jako Charlie Dattolo: bývalý Marniin přítel, se kterým se neskutečně nudila. V epizodě s názvem „Hard Being Easy“ se dozvídáme, že hlavním problémem bylo, že Charlie držel Marnie na místě, ze kterého nemohla udělat krok vpřed. Dozdvídáme se také, že i po dlouholetém vztahu nebyla Marnie nikdy v Charlieho bytě. Během vzpomínkové sekvence zjišťujeme, jak se s Charliem Marnie seznámila (během kolejní párty zažívá Marnie špatnou reakci po konzumaci marihuanových koláčků). Charlie se s Marnie rozchází po objevení Hanniných deníků, ve kterých si poznamenala, že Marnie vnímá Charlieho jako zoufalého a potřebného člověka. V díle s názvem „Welcome to Bushwick a.k.a. The Crackcident“ poznáváme novou Charlieho přítelkyni, Audrey. Ray a Charlie spolu založili kapelu nazvanou Questionable Gods.
- Andrew Rannells jako Elijah Krantz: Hannin bývalý přítel z vysoké školy, který jí přiznává svoji homosexuální orientaci. Na vysoké škole měl románek s Marnie, který se opakuje na začátku druhé řady. Na konci první sezóny se stává Hanniným spolubydlícím, kterým přestává být, když se Hanna dozvídá o románku, který měl s Marnie.
- Richard Masur jako Rich Glatter: Hannin oplzlý šéf, pod kterým pracuje pro právnickou firmu.
- Becky Ann Baker a Peter Scolari jako Loreen a Tad Horvath: Hannini rodiče, profesoři, kteří žijí v East Lansingu. V pilotním díle přestávají Hannu finančně podporovat, aby ji tak podpořili v její spisovatelské kariéře. Hanna je následně navštěvuje u příležitosti jejich 30. výročí svatby.
- Kathryn Hahn a James LeGros jako Katherine a Jeff Lavoyt: rodiče malých holčiček, které Jessa hlídá. Katherine pracuje jako dokumentaristka, zatímco James je nezaměstnán. Jeff později začíná objevovat své pocity k Jesse, které však Jessa utíná. Ze zaměstnání je vyhozena, avšak Kathryn ji posléze přemlouvá, aby se vrátila.
- Chris O'Dowd jako Thomas-John: zámožný obchodník na burze. Po nešťastném prvním setkání s Jessou a Marnie, se na konci první řady překvapivě stává Jessiiným manželem. Po velmi nevydařené večeři s Thomas-Johnovými rodiči se ale jejich manželství rozpadá.
- Donald Glover jako Sandy: Hannin republikánský ex-přítel, se kterým si Hanna začíná po rozchodu s Adamem. Sandyho politické preference se však stávají pro Hannu nepřekonatelným problémem, a tak se se Sandym rozchází.
- Jorma Taccone jako Booth Jonathan: abstraktní umělec, kterého Marnie potkává v umělecké galerii. Při jejich prvním setkání slibuje Booth Marnie, že s ním nakonec skončí v posteli a říká: „Možná tě trochu vyděsím. Protože jsem muž a já vím jak se určité věci dělají.“ Marnie se s Boothem potkává na párty, kde pracuje jako hosteska. Booth ji pozve do svého bytu, kde jí ukazuje svá umělecká díla a vše končí sexem.

## Vysílání
| 1 | 10 | 15. dubna 2012 | 17. června 2012 |
| 2 | 10 | 13. ledna 2013 | 17. března 2013 |
| 3 | 12 | 12. ledna 2014 | 23. března 2014 |
| 4 | 10 | 11. ledna 2015 | 22. března 2015 |
| 5 | 10 | 21. února 2016 | 17. dubna 2016  |
| 6 | 10 | 12. února 2017 | 16. dubna 2017  |

## Přijetí
Seriál je kritiky opěvován pro svoji syrovou přirozenost, humor a svěží atmosféru. Podle stránek Metacritic si první řada seriálu drží skóre 87 bodů ze 100 a příměr „Všeobecný úspěch“. Stránky také označují seriál za jeden z nejlépe hodnocených nových seriálů roku 2012. Druhá řada získala 84 bodů, které se zakládají na 19 recenzí, které přisoudily seriálu stav „Všeobecný úspěch“.
James Poniewozik z týdeníku Time napsal ve své pozitivní kritice, že seriál je „surový, odvážný, odlišný a velmi často nesnesitelně vtipný“. Tim Goodman z The Hollywood Reporteru označil Girls za „jeden z nejvíce originálních, naprosto přesných a bezchybných seriálů, které byly v poslední době vytvořeny.“ Když na festivalu SXSW 2012 komentoval první 3 epizody první řady, tak řekl, že seriál vlastně tlumočí „pravé dívčí přátelství, strach z přicházející dospělosti, odlišnost vztahů, sexualitu, lidské sebevědomí, image těla, intimitu v technicky vyspělém světě, který spíše prosazuje vzdálenost, krvelačnost přežívajícího Newyorčana s velmi malou sumou peněz a moderní rodičovství náročných dětí, spolu s mnohem více věcí dějících se okolo, což je vše prošpikováno humorem a dojemností.“
Seriál obdržel i pár negativních hodnocení. John Cook (magazín Gawker) silně zkritizoval seriál ve své recenzi, kde mimo jiné napsal, že seriál je „televizní program o dětičkách zbohatlých rodičů, špatné hudby a Facebooku a jak hrozné je zjišťovat kdo vlastně jste a jakou vlastně máte pohlavně přenosnou chorobu. Hlavně to vyčerpání z neustálého dramatizování svého vlastního života, zatímco se považujete za někoho, kdo rozumí základní prázdnotě bytí.“ Reneé Martin napsala o Girls: „Jde o seriál, který je o privilegované skupině nezajímavých žen, které neustále naříkají, protože jsou nuceny alespoň vzdáleně být odpovědné samy za sebe.“
Recenze Maureen Ryan, která byla vydána po skončení první sezóny, vychvalovala seriál pro velmi realistické vyobrazení současných dívek a jejich vztahy, které současná média prezentují jako „nevyrovnané a neuvěřitelně povýšené a právě Girls pravdivě vyobrazuje osobnosti, které sice nejsou úplně standardní, ale v životě takové mnohdy jsou. Právě vědomí, že fanoušci seriálu si takovéto postavy – žena, která se občas chová nezpůsobně – oblíbili, je pro mě neuvěřitelně uklidňující. Toto obrací ono konvenční myšlení, které nám televizní průmysl předhazuje.“
Nápodobně list The New York Times chválí Girls a dodává: „Girls možná jsou pro nynější generaci protikladem k Sexu ve městě, ale první řada byla krutě bystrá a smutně zábavná jako seriál Louie stanice FX a nebo Curb Your Enthusiasm televize HBO.“

## Úspěch
| Rok  | Ocenění                                       | Kategorie                                                                 | Nominace                   | Výsledek  | Poznámky           |
| ---- | --------------------------------------------- | ------------------------------------------------------------------------- | -------------------------- | --------- | ------------------ |
| 2012 | Critics' Choice Television Award              | Nejlepší komediální seriál                                                | Girls                      | nominace  |                    |
| 2012 | Critics' Choice Television Award              | Nejlepší herečka v komediálním seriálu                                    | Lena Dunham                | nominace  |                    |
| 2012 | TCA Awards                                    | Nejlepší nový program                                                     | Girls                      | nominace  |                    |
| 2012 | TCA Awards                                    | Individuální úspěch v komedii                                             | Lena Dunham                | nominace  |                    |
| 2012 | Cena Emmy                                     | Nejlepší komediální seriál                                                | Girls                      | nominace  |                    |
| 2012 | Cena Emmy                                     | Nejlepší herečka v hlavní roli v komediálním seriálu                      | Lena Dunham                | nominace  | Epizoda: „She Did“ |
| 2012 | Cena Emmy                                     | Nejlepší režie komediálního seriálu                                       | Lena Dunham                | nominace  | Epizoda: „She Did“ |
| 2012 | Cena Emmy                                     | Nejlepší scénář pro komediální seriál                                     | Lena Dunham                | nominace  | Epizoda: „Pilot“   |
| 2012 | Cena Emmy                                     | Nejlepší obsazení komediálního seriálu                                    | Jennifer Euston            | vítězství |                    |
| 2012 | Satellite Awards                              | Televizní seriál, komedie nebo muzikál                                    | Girls                      | nominace  |                    |
| 2012 | Satellite Awards                              | Herečka v seriálu, komedii nebo muzikálu                                  | Lena Dunham                | nominace  |                    |
| 2012 | Writers Guild of America Awards               | Komediální seriál                                                         | Scénář televizního seriálu | nominace  |                    |
| 2012 | Writers Guild of America Awards               | Nový seriál                                                               | Scénář televizního seriálu | vítězství |                    |
| 2012 | Women's Image Network Awards                  | Nejlepší film/seriál napsaný ženou                                        | Lena Dunham                | nominace  |                    |
| 2012 | Women's Image Network Awards                  | Nejlepší film/seriál, který režírovala žena                               | Lena Dunham                | nominace  |                    |
| 2013 | Zlatý glóbus                                  | Nejlepší televizní seriál – muzikál nebo komedie                          | Girls                      | vítězství |                    |
| 2013 | Zlatý glóbus                                  | Nejlepší ženský herecký výkon v televizním seriálu – muzikál nebo komedie | Lena Dunham                | vítězství |                    |
| 2013 | 65th Annual Directors Guild Of America Awards | Nejlepší režijní úspěch v komediálním seriálu                             | Lena Dunham                | vítězství | Epizoda: „Pilot“   |
| 2013 | Art Directors Guild Awards                    | Episode of a Half Hour Single-Camera Television Series                    | Judy Becker                | vítězství | Epizoda: „Pilot“   |

### Kontroverze
Premiérová epizoda čelila silné kritice, která se především týkala toho, že v seriálu hrají pouze „bílí lidé“, což je v jinak velmi kulturně rozmanitém New Yorku netypické (jediné kulturně odlišné postavy byly afroamerický bezdomovec a taxikář a asijská modelka, jejímž jediným talentem bylo, že je dobrá ve Photoshopu). Lesley Arfin, scenáristka seriálu, na onu kritiku reagovala komentářem na svém Twitteru: „To, co mě na filmu Precious nejvíce vadí, je to, že nereprezentuje MOU OSOBU“. Později však tento komentář vymazala, protože vzbudil veliké pozdvižení. Lena Dunham byla na problém s diverzitou několikrát dotázána v různých rozhovorech, ve kterých potvrdila, že v druhé řadě seriálu „bude o tyto problémy postaráno“. Herec Donald Glover, který ztvárnil Sandyho, afroamerického milenece Hanny, byl, zdá se, oním řešením.

## Televizní vysílání
Girls měly vysílací premiéru 15. dubna 2012 na stanici americké HBO. První tři epizody byly zároveň vysílány na festivalu SXSW dne 12. března 2012.
Přestože měl seriál nevelkou sledovanost, televizní stanice objednala i 2. řadu čítající 10 epizod, a to již 30. dubna 2012.